# Protéine d'adhésion cellulaire
Pour les articles homonymes, voir CAM.
 (juin 2015).
Si vous disposez d'ouvrages ou d'articles de référence ou si vous connaissez des sites web de qualité traitant du thème abordé ici, merci de compléter l'article en donnant les références utiles à sa vérifiabilité et en les liant à la section « Notes et références ».
Les protéines d'adhésion cellulaire (ou CAM, acronyme de l'anglais cell adhesion molecule, signifiant « molécule d'adhésion cellulaire ») sont des protéines intervenant dans les mécanismes de liaison cellulaire. Elles font partie de la superfamille des immunoglobulines.

## Structure
Elles possèdent un domaine cytosolique (intracellulaire), un domaine transmembranaire et un domaine extracellulaire constitué de domaine C2 (constant) répétitifs reliés entre eux par des ponts disulfures. L'extrémité N-terminale située en extracellulaire, lie les protéoglycanes et les intégrines. 

## Fonction
Les CAM jouent un rôle dans l'interaction entre les leucocytes et les cellules endothéliale, entre les leucocytes et le tissu conjonctif ou encore entre les cellules endothéliales et le tissu conjonctif (important dans l'angiogenèse). Dans ce dernier cas 3 CAM joue un rôle important : les VCAM (Vascular CAM), les PECAM (Platelet CAM)et les ICAM (Intercellular CAM). Enfin il existe aussi des CAM qui jouent un rôle dans l'interaction entre les neurones et les fibres musculaires, les NCAM qui sont importantes dans le développement du système nerveux central.